# Argyrotome mira
Argyrotome mira là một loài bướm đêm trong họ Geometridae.